# Paolo Vallorz
Paolo Vallorz (Caldes, 3 agosto 1931 – Parigi, 27 novembre 2017) è stato un pittore italiano.

## Biografia
Paolo Vallorz è nato a Caldès, in Val di Sole, Trentino, il 3 agosto 1931. Il padre era il fabbro del paese.
Incontrò la pittura già in giovane età, frequentando per un anno, nel 1948, l'Accademia di Belle Arti a Venezia, sotto la guida del Maestro Guido Cadorin. L'anno successivo si trasferì a Parigi, dove frequentò l'Accademia della Grande Chaumière di Montparnasse. Per evitare il servizio militare visse in clandestinità.
In questi anni frequentò Alberto Burri, César Baldaccini, Yves Klein, Alberto Giacometti e Pierre Restany nel quartiere latino. La sua produzione di quegli anni fu di carattere astratto, inizialmente opere geometriche, quindi informali. Negli anni della maturità, riacquistò personalmente le opere di questo periodo per distruggerle, in quanto non si riconosceva più in quanto realizzato. Eseguì numerosi oggetti in ferro battuto e l'altare della chiesa di Vermandovilliers nella Francia settentrionale. Nel 1956 fu conquistato dalla passione per le macchine da corsa: con  Jean Tinguely progettò e realizzò una vettura con cui partecipò alla 24 ore di Le Mans del 1958.
Riprese poi a dipingere, privilegiando i paesaggi, soprattutto della sua valle natia, la Val di Sole. Nella prima metà degli anni sessanta espose a New York, due volte, partecipò a svariate collettive a Parigi ed a Tolosa, ottenne anche il primo premio di pittura alla Tate Gallery di Londra. Nel 1967 espose alla Gallerie Claude Bernard a Parigi, nel 1970 a Castel Caldes presentò una personale, poi due esposizioni a Milano ed una a Torino. Sempre in questi anni partecipò ad importanti mostre collettive a Darmstadt e Pittsbourgh.
Si occupò anche di rivalutare e riqualificare l'opera di un gruppo di artigiani – artisti della Val di Sole, fra cui spiccano gli artisti: Mauro Pancheri, Albino Rossi e Luciano Zanoni; l'artigiano Bruno Baggia. Nel 1978, a Milano, ci fu l'esposizione della serie 'Albe e tramonti'. Le sue partecipazioni a collettive italiane e francesi sono numerosissime. Nel 1993 Vallorz donò un cospicuo numero di opere al MART inerenti tre nuclei tematici corrispondenti ai suoi soggetti preferiti degli ultimi vent'anni del XX secolo: il paesaggio, la natura morta e il ritratto. Il MART gli ha dedicato due personali: "Paolo Vallorz. La Natura come Storia dell'uomo", nel 2005, e "La donazione Paolo Vallorz" nel 2011.
Nel 1995, Jean Clair direttore del Museo Picasso a Parigi e suo grande estimatore lo invitò a esporre nella rassegna Identità e alterità che celebrava il centenario della Biennale di Venezia. Negli anni seguenti continuò a dipingere, prevalentemente paesaggi. Nel 1998, Jean Clair volle alcune sue opere raffiguranti cieli e montagne per una Mostra che stava organizzando. Negli ultimi anni si dedicò a raffigurare dettagli di paesaggi, in particolare un soggetto: tre piante che partono da un unico gruppo di radici, ubicate sul monte Peller, nei pressi di Caldes.
Vallorz passò il suo tempo dipingendo paesaggi fra Parigi e Caldès.
A corollario ecco una frase dell'artista, che riassume la sua opera:
(Paolo Vallorz)